# 真正双子葉類
真正双子葉類（しんせいそうしようるい、英語：eudicots、eudicotyledons）は、被子植物のクレード（単系統群）のひとつで、従来の「双子葉類」（側系統群とされる）の中で、単子葉類（単系統群）と姉妹群をなすグループである。
すなわち、従来の双子葉類の中から、単子葉類が分岐する前に分岐した古いグループを除いたもの。分子系統解析に基づくAPG植物分類体系で分類階級のないクレードとして名称がつけられている。

## 概要
DoyleとHotton（1991年）により提唱された。単子葉類が原始的な双子葉類から進化したとの推測は古くからあったが、Doyleらは花粉の構造などの形質に基づき、被子植物から従来の双子葉類の一部と単子葉類とを除いたものが単系統群としてまとまると考えた（Doyleらによればこの一部の双子葉類には主要なグループとしてモクレン類が含まれる）。
別名として三溝粒類（さんこうりゅうるい Tricolpates）とも呼ばれるが、これは花粉の発芽溝または発芽孔が基本的に3個ある (tricolpate) という意味である（二次的に数が変わったものもある）。原始的双子葉類と単子葉類はこれが基本的には1個（単溝粒）であり、この形質は裸子植物とも共通で、共有原始形質と考えられる。1990年代には分子系統学の立場からも、この考えが支持されるようになった。
なお真正双子葉類以外の双子葉類（真正双子葉類・単子葉類を除いた被子植物）を「原始的双子葉類 (paleodicots)」と称することがあるが、これは単系統群ではなく、古い考え方（下記）とも紛らわしいのであまり使われない。
真正双子葉類のうちで初期に分化したやや原始的な諸群（ステムグループ）には、キンポウゲ目、ハス科、ヤマグルマ科などの原始的な形質状態、例えば花で多数の心皮が離生してらせん状に配置する（ストロビロイド説で原始的とされる）ものや、道管のないものなどがある。古くはこれらを「原始的双子葉類」のシキミ科、モクレン科などとまとめて「多心皮類」と呼んでいた（クロンキスト体系のモクレン亜綱もこれに近い分類）。これは現代的に見れば多系統群ということになる。
このやや原始的な諸群を除いたクレードをcore eudicotsと呼び、日本語ではコア真正双子葉類、中核真正双子葉類、あるいは基幹真正双子葉類という。これらは基本的には「双子葉類らしい」形態（花弁とがく片が分化した花など）を持っており（それからさらに進化して無花被になったものなどもある）、種数的にも真正双子葉類の大多数を占める。
さらにコア真正双子葉類の主要な群は、バラ類とキク類の2つに分かれる。

## 下位分類
括弧内は第2版までの名称
- 真正双子葉類 eudicots
  - コア真正双子葉類 core eudicots
    - バラ類 rosids
      - マメ類 fabids（真正バラ類I eurosids I）
      - アオイ類 malvids（真正バラ類II eurosids II）

    - キク類 asterids
      - シソ類 lamiids（真正キク類I euasterids I）
      - キキョウ類 campanulids（真正キク類II euasterids II）

詳細はAPG植物分類体系#真正双子葉類 eudicotsおよびAPG植物分類体系第4版を参照。

## 注と出典
1. 1 2  大場秀章（編著）『植物分類表』（第2刷）アボック社、2010年。ISBN 978-4-900358-61-4。
2. 1 2  米倉浩司・梶田忠 (2003-). “YListで使われる分類体系”. 「BG Plants 和名−学名インデックス」（YList）. 2012年8月27日閲覧。
3. ↑  福原達人. “被子植物の系統樹と分類”. 2012年8月27日閲覧。